# Иванов, Юрий Иванович (футболист, 1948)
Юрий Иванович Иванов (род. 4 ноября 1948) — советский, футболист, защитник, полузащитник. Советский и узбекистанский тренер.

## Биография
Играл в командах различных лиг «Зарафшан» Навои (1968—1971, 1975, 1976—1977, 1980), «Пахтакор» Ташкент (1972—1975, 1976), «Бустон» Джизак (1978—1979). В высшей лиге провёл три сезона (1973—1975), в 51 матче забил один гол.
Работал тренером в клубах «Зарафшан» (1982, 1989—1991, 1997—1999), «Согдиана» (1982—1989, 1992—1996).
Младший брат Игорь также футболист и тренер.